# جردد (السدة)

تعديل مصدري - تعديل

جردد هي إحدى قرى عزلة بني الحارث بمديرية السدة التابعة لمحافظة إب، بلغ تعداد سكانها 293 نسمة حسب تعداد اليمن لعام 2004.